# Jersey-i font
A jersey-i font (angolul: Jersey pound) a jersey-i parlament által kibocsátott pénznem. Jersey valutaunióban van az Egyesült Királysággal, a jersey-i font nem önálló pénznem, hanem a font sterling helyi kiadásának tekinthető. Valamennyi jersey-i érmén és papírpénzen II. Erzsébet brit királynő portréja szerepel fő motívumként.

## Bankjegyek
Jersey szigetén a helyi kibocsátású papírpénzek mellett hagyományosan a szomszédos Guernsey-i font és a Bank of England bankjegyei is nagy mennyiségben forgalomban vannak.

### Korai papírpénzek
1797-ben a Hugh Godfray and Company, egy borkereskedő cég megalakította Jersey első bankját (a későbbi Jersey Old Bank), mely 1 fontos jegyeket bocsátott ki. Ezután számos magánszemély, kereskedő, sőt egyházközség adott ki kis névértékű címleteket 1810 környékéig, ekkor azonban a hatóságok a forgalomba hozható bankók névértékét minimum 1 fontban korlátozták, 1831-ben tovább szigorították a kibocsátási feltételeket. A Jersey-i kincstár (Treasury of States of the Islands of Jersey) mellett ilyen kibocsátók voltak a Bible Christian Church, a Bible Christian Society, az International Bank, a Town Vingtaine of St. Helier, a St. Mary's Parochial Bank, a Commercial Bank, vagy a St, Saviour's Bank. Az 1890-es évektől a helyi papírpénzkiadás megszűnt, helyette a Bank of England címleteit használták.

### A német megszállás alatt kibocsátott szükségpénzek
1940. június 30-án a Wehrmacht megszállta a brit Csatorna-szigeteket.1941. április 29-én az egyre súlyosabbá váló érme és bankjegyhiány következtében - a német csapatok lefoglalták a Bank of England szigeten cirkuláló papírpénzeit, a katonák pedig szuvenír gyanánt gyűjtötték a helyi veretű bronz aprópénzt (1/24 és 1/12 shilling) és a brit ezüstérméket-  a "Currency Notes (Jersey) Law on 29 April 1941" alapján 6 penny, 1, 2 és 10 shilling, valamint 1 font névértékű szükség-papírpénzeket hoztak forgalomba, a híres helyi képzőművész, Edmund Blampied (1886-1966) tervezte őket. Blampied tudatosan úgy alkotta a hatpennys bankjegyet, hogy ha a hátoldali "SIX"  értékjelző felirat túlméretezett "X"-e közepén meghajtották, akkor a churchilli győzelem "V" jelét adja. A sziget 1945 májusi felszabadulásától 1963-ig ismét a Bank of England bankjegyeit használták.

### Az 1963-as sorozat
Az 1963-as széria bankjegyeit a Currency Notes (Jersey) Law 1959 alapján bocsátották ki, John White tervezte őket, s a brit De La Rue cég nyomdájában készültek, mint ezt követően minden papírpénzük. 1963-ban csak a 10 shillinges (fél font sterling), az 1 és az 5 fontos került forgalomba, a 10 fontos csak jóval később, 1971-ben debütált. Előoldalukra Pietro Annigoni (1910-1988), a neves olasz portréfestő 1955-ben készült, méltán világhírű, II. Erzsébetet a Térdszalagrend díszruhájában ábrázoló portréja került. A 10 shillinges és a 10 fontos hátoldala egyaránt a St. Queens Manor-t ábrázolta, még az 1 fontos a Mont Orgueil kastélyt, az 5 fontos pedig a St. Aubin's Fort erődjét. A vízjel egységesen egy Jersey-i tehén volt - a sziget híres a kiváló szarvasmarháiról - azóta is minden bankjegyükben - kivéve a 2012-es emlék 100 fontost - ez szerepel. F. N. Padgham aláírásával 10 shillinges, 1 és 5 fontos, még  J. Clennett szignójával 1, 5 és 10 fontos címletek kerültek forgalomba,  az 1 fontosnak létezik egy ritka, hitelesítő aláírás nélküli változata is.

### Az 1976-os széria
1976-tól új, kisebb, a Bank of England 1970-től kibocsátani kezdett címleteinek megfelelő méretű széria került kiadásra. Az előoldalukra II. Erzsébet eredetileg 1960-ból származó, Anthony Buckley fényképezte, ún. Kokoshnik Tiarát viselő portréja került. Az 1 fontos hátoldalán John Singelton Coply Jersey-i csatát és Peirson őrnagy halálát ábrázoló festménye, az 5 fontoson az Elizabeth Castle, George Wolfe műve, a 10 fontoson a Victoria College 19. századi képe, Felix Benoist munkája, a 20 fontoson pedig  Jean Le Capelain Corey Castle-ről készült festménye szerepelt. Két aláírás változatuk létezik: J. Clennett és Leslie May.

### 1989-es sorozat
Az 1989-es széria előoldalára II. Erzsébet egy 1978-as, Norman Hepple által festett portréja került, mely az uralkodót szintén a Térdszalagrend díszruhájában ábrázolja. Ez az uralkodói képmás egyedül a Jersey-i papírpénzeken található meg, eredetije a helyi parlament épületében látható. 1989 és 2010 között három aláírás változata létezett, 1993-ig Leslie May, aztán George Baird, végül 2000-től Ian Black szignója szerepelt a bankjegyeken.

#### Az 1995-ös és a 2004-es egyfontos emlékbankjegyek
Két egyfontos emlékbankjegyet is kibocsátottak az 1989-es szériában, ezek előoldal megegyezik a forgalmi típussal. Az elsőt 1995-ben Jersey második világháborús német megszállás alóli felszabadulásának 50. évfordulójára,"50TH ANNIVERSARY OF THE LIBERATION OF JERSEY 9TH MAY 1995" felirattal az előoldali vízjelmezőn és speciális "LJ" betűs sorozatszámmal,  a módosított hátoldalra a St. Helier-i Felszabadulás-terén álló Szabadság emlékmű és egy a megszállás alatt kibocsátott 1 fontos szükségpénzjegy elő- és hátoldala került. A 2004-ben kibocsátott speciális "J8C" sorozatszámos egyfontos az 1204-ben létrejött önálló státusú és identitású Jersey fennállásának 800. évfordulójáról emlékezett meg. 1204-ben II. Fülöp Ágost francia király elfoglalta az angol király, I. Földnélküli János uralma alatt álló Normandiai Hercegséget, de az addig Normandiához tartozó Jersey és a Csatorna-szigetek továbbra is angol fennhatósága alatt maradtak, mint a "Korona tartozékai" ( Peculiar of the Crown ). Jersey jogállását János király konstitúciói (Constitutions of King John) szabályozták. A pénzjegy hátoldalán a Mont Orgueil kastély látható.
| Névérték | Szín   | Hátlap                                                                           |
| -------- | ------ | -------------------------------------------------------------------------------- |
| 1 font   | zöld   | St. Helier egyházközség                                                          |
| 5 font   | ibolya | La Corbière világítótorony                                                       |
| 10 font  | vörös  | John Singleton Copley festménye: Peirson őrnagy halála a Jersey-i csatában, 1781 |
| 20 font  | kék    | St. Ouen's manor                                                                 |
| 50 font  | barna  | Kormányzósági rezidencia                                                         |

### 2010-es sorozat
2010. április 29-én új bankjegysorozatot bocsátottak ki. A széria előoldalára II. Erzsébet Mark Lawrence 1999-es fényképe alapján készült portréja került, melyen az uralkodó Vladimir orosz nagyhercegnő tiaráját (The Grand Duchess Vladimir of Russia's Tiara) viseli.

### 100 fontos gyémántjubileumi emlékbankjegy
2012. június 1-jén bocsátják ki a 100 fontos bankjegyet a királynő uralkodásának 60. évfordulója alkalmából. Az előoldalra II. Erzsébet egy különleges portréja került, a kép eredetijét a Jersey Heritage Trust megbízásából speciális holografikus technikával Chris Levine és Rob Munday készítették. A királynő IV. György házi koronáját viseli, a hátoldalon a Jersey-i zászló és a helyi parlament királyi buzogánya, vagy jogara (Royal Mace of Jersey) látható, ez II. Károly 1663-as ajándéka a szigetnek, száműzetése alatt tanúsított töretlen alattvalói hűségéért. A Royal Mace a törvényhozás fölötti uralkodói hatalmat szimbolizálja.
| Névérték | Méret       | Szín   | Leírás                                                                                           | Leírás                                                           |
| Névérték | Méret       | Szín   | Előlap                                                                                           | Hátlap                                                           |
| -------- | ----------- | ------ | ------------------------------------------------------------------------------------------------ | ---------------------------------------------------------------- |
| 1 font   | 130 x 65 mm | zöld   | II. Erzsébet brit királynő, St. Helier település Felszabadulás-térén található Szabadság-emlékmű | Le Hocq Saint Clementben, La Hougue Bie neolit temetkezési halom |
| 5 font   | 135 x 70 mm | kék    | II. Erzsébet brit királynő, Le Rât Cottage, Saint Lawrenceben                                    | Les Augrès Manor, Archirondel-torony                             |
| 10 font  | 145 x 75 mm | vörös  | II. Erzsébet brit királynő, Saint Aubin’s Bay-i Erzsébet-kastély remetelakja.                    | Saint Lawrence-i Szent Mátyás-templom üvegszobrok                |
| 20 font  | 150 x 80 mm | ibolya | II. Erzsébet brit királynő parlament épülete                                                     | a parlament belseje, La Rocco-torony Saint Jean-ban.             |
| 50 font  | 155 x 85 mm | barna  | II. Erzsébet brit királynő Mont Orgueil-kastély                                                  | Ouaisné-torony, Les Écréhous vidéke                              |
| 100 font | 163 x 90 mm | lila   | II. Erzsébet brit királynő, koronás uralkodói névjel: EIIR                                       | Royal Mace of Jersey, zászló                                     |